# Obereck (Berg)
Die Obereck (auch das Obereck) ist mit 1178,2 m ü. NHN nach dem Kandel und der Weißtannenhöhe der dritthöchste Berg des Mittleren Schwarzwaldes. Die drei Berge liegen zugleich in dem Teilraum, der dem Hochschwarzwald zugerechnet wird.

## Lage
Die Obereck liegt im Osten der Gemeinde Simonswald oberhalb des Ortsteils Hintergriesbach. In seiner gerundeten Kuppe gipfelt ein besonders am Schultiskopf scharfkantiger Grat, der sich vom Höhenrücken zwischen Rohrhardsberg und Brend nach Westen in das über 700 m tiefer verlaufende Tal der Wilden Gutach (Simonswälder Tal) hinabzieht. Es wird begrenzt von den Tälern der Nebenbäche Griesbach im Süden und Haslachsimonswälder Bach im Norden (Kostgfällschlucht).

## Geologie
Ebenso wie die meisten anderen Berge des Mittleren Schwarzwalds besteht der Berg aus Gneisen. Die ursprüngliche Buntsandstein-Decke wurde vor allem im Verlauf der Eiszeiten abgetragen. Spuren der eiszeitlichen Vergletscherungen, vor allem karartige Formen und Moränen, sind in den nördlichen Abhängen gut erkennbar.

## Vegetation
Der ursprüngliche Mischwald-Bestand wurde infolge der intensiven Forstwirtschaft weitgehend durch Fichten abgelöst.

## Tourismus

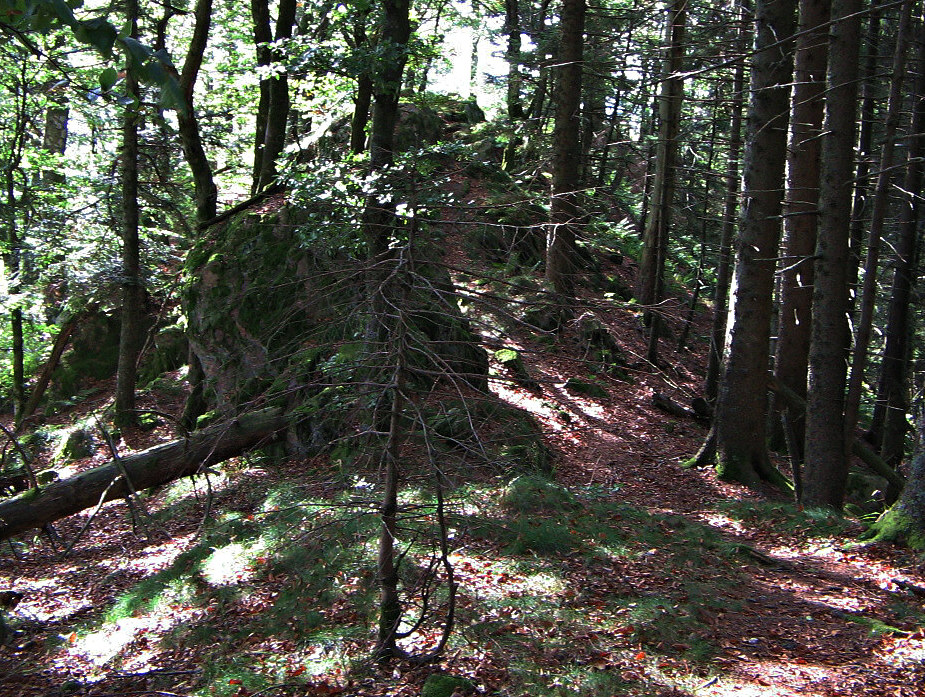
Gratweg südwestlich des Oberecks

Die wenig bekannte Obereck ist durch mehrere Wanderwege erschlossen, besonders durch den felsigen, anspruchsvollen Steig über den Grat, ist dabei jedoch kaum mit der nahen Kostgfällschlucht verknüpft. Durch die starke Bewaldung bietet der Hauptgipfel weder viel Aussicht, noch gute Bedingungen für Skifahrer (wenige Abfahrtspisten, keine Lifte). Übernachtungsmöglichkeiten bestehen in den umliegenden Ortsteilen von Simonswald.